# Араврік
Араврік — цар стародавнього міста і держави Тартесс кінця VI ст. до н. е., онук Аргантонія.
В джерелах згаданий разом із своїм братом Форіком. Брати зазнали важкої поразки від карфагенян, внаслідок якої змушені були відмовитися від територій на схід від Гібралтару. Намагалися укласти союз з етрусками, але без особливого успіху.